# 서더크교
서더크 교(영어: Southwark Bridge)는 잉글랜드 런던 템스강을 가로지르는 다리로, 서더크와 시티오브런던을 잇는다. 1921년 6월 6일 개통하였다.